# Thirukarungudi
Thirukarungudi (o Tirukurungudi) è una suddivisione dell'India, classificata come town panchayat, di 8.871 abitanti, situata nel distretto di Tirunelveli, nello stato federato del Tamil Nadu. In base al numero di abitanti la città rientra nella classe V (da 5.000 a 9.999 persone).

## Geografia fisica
La città è situata a 08° 26' 52 N e 77° 33' 43 E.

## Società

### Evoluzione demografica
Al censimento del 2001 la popolazione di Thirukarungudi assommava a 8.871 persone, delle quali 4.313 maschi e 4.558 femmine. I bambini di età inferiore o uguale ai sei anni assommavano a 969, dei quali 472 maschi e 497 femmine. Infine, coloro che erano in grado di saper almeno leggere e scrivere erano 6.404, dei quali 3.378 maschi e 3.026 femmine.